# HC Milano Bears
Der HC Milano Bears (bis 2019 Hockey Milano Rossoblu) ist ein italienischer Eishockeyverein aus Mailand, der im Jahr 2008 als Nachfolger des aufgelösten HC Milano Vipers gegründet wurde. Die Mannschaft trägt die Heimspiele im Stadio del Ghiaccio Agora’ aus.
Die erste Mannschaft des Clubs wurde 2019 in den eigenständigen Club HC Milano Bears ausgegliedert und nahm zwischen 2019 und 2022 an der drittklassigen Italian Hockey League Division I teil.

## Geschichte
Hockey Milano Rossoblu wurde 2008 in Nachfolge des aufgelösten HC Milano Vipers gegründet. Rossoblu startete in der Saison 2008/09 in der Serie A2 (zweithöchste Liga).
2011 gab der Club eine Partnerschaft mit der russischen internationale KHL bekannt. Im Rahmen eines Drei-Jahres-Plan sollte 2012 der Aufstieg in die Serie A1 erfolgen und später der Einstieg in die KHL. Letzterer kam nie zustande.
Der Aufstieg in die Serie A1 konnte dagegen 2012 verwirklicht werden. Drei Jahre spielte der Club in der Serie A. Nachdem 2014/15 erstmals das Halbfinale der italienischen Meisterschaft erreicht wurde, zog sich der Klub in die zweitklassige Serie B zurück.
2016/17 gewann der Club die Meisterschaft der Serie B und die Coppa Italia. 2017/18 gewann man erneut die Coppa, schied aber im Halbfinale der Play-offs der nun Italian Hockey League genannten zweithöchsten Liga aus.
Trotzdem erhielt Milan als Provinzhauptstadt eine Wild Card für die IHL Serie A und damit die Alps Hockey League mit Mannschaften aus Italien, Österreich und Slowenien. In der Saison 2018/19 wurde Mailand Vorletzter, sowohl der AlpsHL, als auch der IHL Serie A.
Überschuldet verkaufte der Club seine Lizenz im Sommer 2019 an den neu gegründeten HC Milano Bears. Dieser trat 2019/20 unter dem alten Milano Rossoblu in der drittklassigen Italian Hockey League Division I an. Seit 2020/21 spielen die Milano Bears unter ihrem eigenen Namen, Hockey Milano Rossoblu existiert als Nachwuchsverein weiter. In der Saison 2022/23 stellte der Club keine Männermannschaft in der IHL mehr.

## Trainer
| Zeit      | Trainer        |
| --------- | -------------- |
| 2008–2009 | Adolf Insam    |
| 2009–2010 | Murajica Pajič |
| 2010–2012 | Massimo Da Rin |
| 2012–2014 | Adolf Insam    |
| 2014–2015 | Pat Curcio     |
| 2015–2018 | Massimo Da Rin |
| 2018–2019 | Drew Omicioli  |
| 2019–2020 | Luca De Zordo  |
| 2020–2021 | Massimo Da Rin |
| 2021–2022 | Tomo Hafner    |

## Bekannte Spieler
- Luca Ansoldi
- Edoardo Caletti
- Paolo Della Bella
- Matt De Marchi
- Angelo Esposito
- Diego Iori
- Peter Klouda
- Andreas Lutz
- Tommaso Migliore
- Andrew Raycroft
- Aleš Remar
- Jesse Schultz
- Gregor Slak